# Großniedesheim

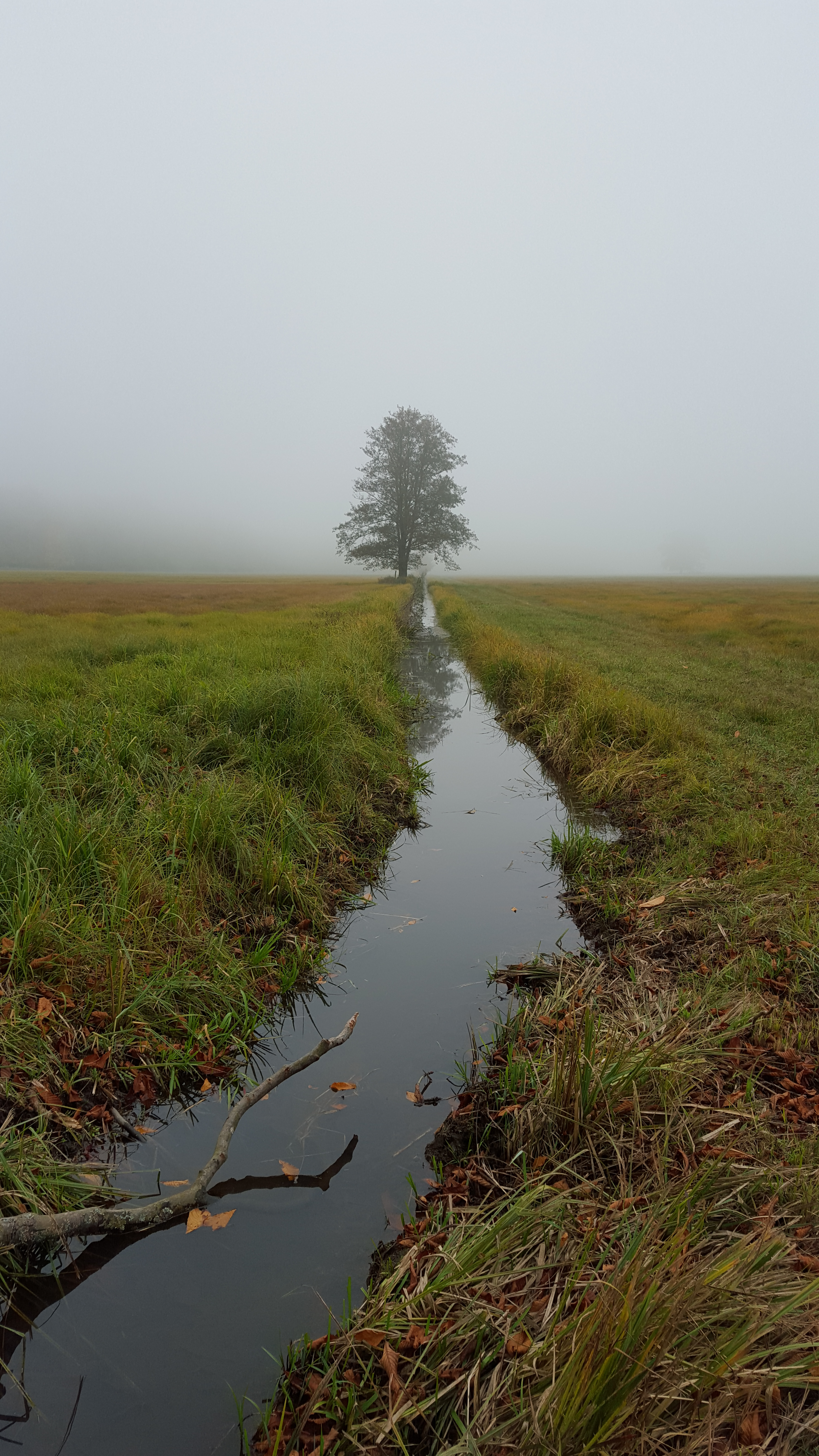
Landschaftsbild innerhalb von Großniedesheim

Großniedesheim ist eine Ortsgemeinde im rheinland-pfälzischen Rhein-Pfalz-Kreis, innerhalb dessen sie gemessen an der Einwohnerzahl die drittkleinste Gemeinde darstellt. Sie gehört der Verbandsgemeinde Lambsheim-Heßheim an.

## Geographie
Großniedesheim liegt innerhalb der Oberrheinischen Tiefebene im Nordwesten der Verbandsgemeinde Lambsheim-Heßheim in der Metropolregion Rhein-Neckar. Heuchelheim ist der westliche Nachbarort, im Uhrzeigersinn folgen Kleinniedesheim, Beindersheim und Worms. Zur Ortsgemeinde gehört zusätzlich der Elteshof.
Östlich der Wohnbebauung fließt von Südsüdwest nach Nordnordost der Eckbach, ein linker Nebenfluss des Rheins, der größtenteils die östliche Gemarkungsgrenze bildet.

## Geschichte

### Chronik
Mittelalter
Großniedesheim ist eine fränkische Ortsgründung aus dem sechsten oder siebtenJahrhundert und wurde erstmals 1190 in dem Lehensverzeichnis des Werner II. von Bolanden unter dem Namen Nittesheim erwähnt. Da das Nachbardorf Kleinniedesheim seit dem 16. Jahrhundert mit dem gleichen Namen bezeichnet wurde, wurden seither die Vorsilben Groß- und Klein- zur Unterscheidung verwendet. Die heutige Schreibweise von Großniedesheim gibt es seit dem 18. Jahrhundert.
1230 wurde die Vogtei über Groß- und Kleinniedesheim von Kaiser Friedrich II. an den Grafen Philipp I. von Falkenstein vergeben, in dessen Familie die Herrschaft bis 1458 verblieb. In diesem Jahr wurde durch Kaiser Friedrich III. das Oberlehensrecht der Grafschaft Falkenstein an Herzog Johann von Lothringen vergeben, der die Grafschaft an Wirich VI. von Daun verlehnte.
Frühe Neuzeit
Bevor Lothringen, in dem 1667 die Grafschaft Falkenstein aufging, an Frankreich angegliedert wurde, trat Herzog Franz Stephan 1733 Groß- und Kleinniedesheim an Kurfürst Karl Philipp ab. 1745 wurden beide Orte dem kurpfälzischen Unteramt Freinsheim, das dem Oberamt Alzey unterstand, zugeordnet, 1750 jedoch, zusammen mit Kleinniedesheim, als Lehen an den kurkölnischen Geheimrat und Residenten in der Kurpfalz, Jakob Josef von Steffne vergeben. Er war Berater des Kölner Kurfürsten Clemens August von Bayern und ein enger Vertrauter des österreichischen Ministers Johann Karl Philipp Graf Cobenzl.
Mit letzterem fiel er schon 1755 bei seinem Landesherrn in Ungnade, man entzog ihm das Lehen und unterstellte die Dörfer wieder dem kurpfälzischen Unteramt Freinsheim. So blieb es bis zum Ende der Feudalzeit. Allerdings behielt Jakob Josef von Steffne seine ihm gehörende Residenz, Schloss Kleinniedesheim, welches erst sein Sohn Clemens August von Steffne, der letzte Propst des Wormser Andreasstiftes, 1765 an die Freiherrn von Gagern veräußerte.
Seit dem 19. Jahrhundert
Nach der Inbesitznahme des Linken Rheinufers in den französischen Revolutionskriegen (1794) gehörte Grosniedesheim – so die damalige Schreibweise – von 1798 bis 1814 zum französischen Kanton Frankenthal im Departement Donnersberg und war Sitz einer Mairie, die zusätzlich für den Nachbarort Kleinniedesheim zuständig war.
Aufgrund der auf dem Wiener Kongress getroffenen Vereinbarungen kam das Gebiet im Juni 1815 zu Österreich. Am 14. April 1816 wurde zwischen Österreich und Bayern ein Staatsvertrag geschlossen, in dem ein Austausch verschiedener Staatsgebiete vereinbart wurde. Hierbei wurden die linksrheinischen österreichischen Gebiete zum 1. Mai 1816 an das Königreich Bayern abgetreten. Im Jahr 1818 kam „Groß-Niedesheim“ zum Landkommissariat Frankenthal im bayerischen Rheinkreis; aus diesem ging das Bezirksamt Germersheim hervor.
Ab 1939 war die Gemeinde Bestandteil des Landkreises Frankenthal (Pfalz). Nach dem Zweiten Weltkrieg wurde der Ort innerhalb der französischen Besatzungszone Teil des damals neu gebildeten Landes Rheinland-Pfalz, womit die Zugehörigkeit zu Bayern endete.
Mit der Auflösung des Landkreises Frankenthal im Jahr 1969 im Zuge der ersten rheinland-pfälzischen Verwaltungsreform kam der Wechsel zum Landkreis Ludwigshafen, der seit 2004 Rhein-Pfalz-Kreis heißt; anschließend erfolgte die Zuordnung zur damals neuen Verbandsgemeinde Heßheim. Diese fusionierte 2014 mit der zuvor verbandsfreien Gemeinde Lambsheim zur Verbandsgemeinde Lambsheim-Heßheim.
Im Herbst 2014 wurde öffentlich gemacht, dass die Gemeinde Adolf Hitler schon 1932, ein Jahr vor der sogenannten Machtergreifung, die Ehrenbürgerwürde verliehen und sie ihm nach der Zeit des Nationalsozialismus offiziell nicht aberkannt hatte. Bei einer früheren Diskussion in den 1990er Jahren waren die Verantwortlichen davon ausgegangen, das in der Gemeindeordnung festgelegte Erlöschen mit dem Tod des Ehrenbürgers reiche juristisch aus. Um den vor allem im Internet kursierenden Vorwürfen die Grundlage zu entziehen, fasste der Gemeinderat am 27. November 2014 den einstimmigen Beschluss, die Verleihung von 1932 auch förmlich rückgängig zu machen.

### Flugzeugunglück
Am 29. Juli 1982 ereignete sich im Ort ein Flugzeugunglück. Dabei kollidierte gegen 16 Uhr in etwa 200 m Höhe ein tieffliegender Starfighter der kanadischen Luftwaffe mit einem Kleinflugzeug vom Typ Piper Cherokee Six, das sich gerade im Landeanflug auf den 5 km entfernten Flugplatz Worms befand. Beide Maschinen stürzten über der nordöstlichen Pfalz nahe der Grenze zu Rheinhessen ab. Das Militärflugzeug kam mitten in Großniedesheim zu Boden und riss dabei eine Schneise der Verwüstung in den Ort. Betroffen waren die gesamte Lilienstraße sowie Teile der Flieder- und der Beindersheimer Straße. Das Kleinflugzeug zerschellte auf einem Feld am Rande der Nachbargemeinde Kleinniedesheim. Der Pilot des Düsenjägers, der 51-jährige Jack Frazer, konnte sich durch Betätigung des Schleudersitzes retten, die beiden Insassen des Zivilflugzeugs kamen ums Leben. In den Trümmern des teilweise zerstörten Hauses Lilienstraße 6 starb ein junger Mann, der 19-jährige Reinhard Kruppa. Weil am Unglücksort Brände ausgebrochen waren, mussten Feuerwehren aus der gesamten Region Löschhilfe leisten. Zudem hatten 2400 Liter Kerosin 180 Tonnen Erdreich verunreinigt, das ausgebaggert und entsorgt werden musste.

## Bevölkerung

### Einwohnerentwicklung
Die erste Bevölkerungszahl ist für das Jahr 1667 überliefert; damals lebten 142 Menschen in Großniedesheim. Mit dem Wiederaufbau nach dem Pfälzischen Erbfolgekrieg und besonders unter kurfürstlicher Herrschaft wuchs die Bevölkerung; die 74 Häuser im Jahre 1786 entsprachen etwa 300 bis 350 Einwohnern. 1801 wurden 398 Menschen gezählt. Mit dem Ende der Feudalherrschaft siedelten sich viele Kleinbauern, Handwerker und Händler der Umgebung im Ort an, wodurch die Einwohnerzahl auf 546 im Jahr 1836 stieg.
Die damaligen Ortsgrenzen blieben bis zum Zweiten Weltkrieg weitgehend unverändert; auch die Bevölkerungszahl stieg bis 1939 nur auf 599, da in Großniedesheim im Gegensatz zu anderen Orten der Umgebung keine Wohnsiedlungen für Arbeiter und Angestellte der umliegenden Städte entstanden. Erst nach dem Zweiten Weltkrieg kam es durch Anlage von Neubaugebieten zu einer starken Ausweitung der Siedlungsfläche und einem kräftigen Bevölkerungsanstieg. 2010 lag die Einwohnerzahl bei rund 1.350, in den Jahren danach sank diese Zahl leicht auf unter 1.300 Einwohner. Nach einem erneuten Anstieg liegt die Bevölkerungszahl von Großniedesheim laut Statistischem Landesamt Ende 2020 wieder bei über 1.300 Einwohnern.

### Religion
Katholischerseits gehört die Gemeinde seit mehr als zwei Jahrhunderten zum Bistum Speyer und untersteht dort dem Dekanat Speyer. In der Stadt ist eine katholische Pfarrei ansässig. Die Evangelischen sind Teil der Protestantischen Landeskirche Pfalz.
Protestantischerseits ist Großniedesheim Pfarrsitz, dem ebenso die protestantische Kirche von Heuchelheim untersteht.

## Politik
Bei Bundestagswahlen gehört Großniedesheim seit 2002 zum Wahlkreis Ludwigshafen/Frankenthal, davor zum Wahlkreis Frankenthal und bei Landtagswahlen zum Wahlkreis Frankenthal (Pfalz).

### Gemeinderat
Der Gemeinderat in Großniedesheim besteht aus 16 Ratsmitgliedern, die bei der Kommunalwahl am 9. Juni 2024 in einer Mehrheitswahl gewählt wurden, und dem ehrenamtlichen Ortsbürgermeister als Vorsitzendem. Bis zur Wahl 2019 wurden die Ratsmitglieder in einer personalisierten Verhältniswahl gewählt, da jeweils zwei Wahlvorschläge eingereicht wurden.
Die Sitzverteilung im Gemeinderat:
| Wahl | SPD               | CDU               | FWG               | Gesamt   |
| ---- | ----------------- | ----------------- | ----------------- | -------- |
| 2024 | per Mehrheitswahl | per Mehrheitswahl | per Mehrheitswahl | 12 Sitze |
| 2019 | 10                | –                 | 6                 | 16 Sitze |
| 2014 | 10                | 2                 | 4                 | 16 Sitze |
| 2009 | 8                 | 3                 | 5                 | 16 Sitze |
| 2004 | 8                 | 4                 | 4                 | 16 Sitze |

- FWG = Freie Wählergruppe Großniedesheim e. V.

### Bürgermeister
Bei der Wahl zum Ortsbürgermeister 2009 setzte sich Michael Walther (SPD) mit 60,8 % der Stimmen durch. Er löste Hugo Klöß (SPD) ab. Walther wurde 2014 mit 66,9 %, 2019 mit 67,8 % und zuletzt bei der Direktwahl am 9. Juni 2024 als einziger Bewerber mit einem Stimmenanteil von 80,6 % wiedergewählt.

### Wappen
Die Beschreibung des Wappens lautet: „In Silber ein grüner Eichenzweig mit zwei grünen Blättern und zwei goldenen Eicheln“
Es geht zurück auf das gemeinsame Gerichtssiegel von Groß- und Kleinniedesheim aus dem 15. Jahrhundert und verweist mit dem Eichenzweig auf die ehemalige Ortsherrschaft der Herren von Falkenstein.

## Sehenswürdigkeiten und Kultur

### Kulturdenkmäler

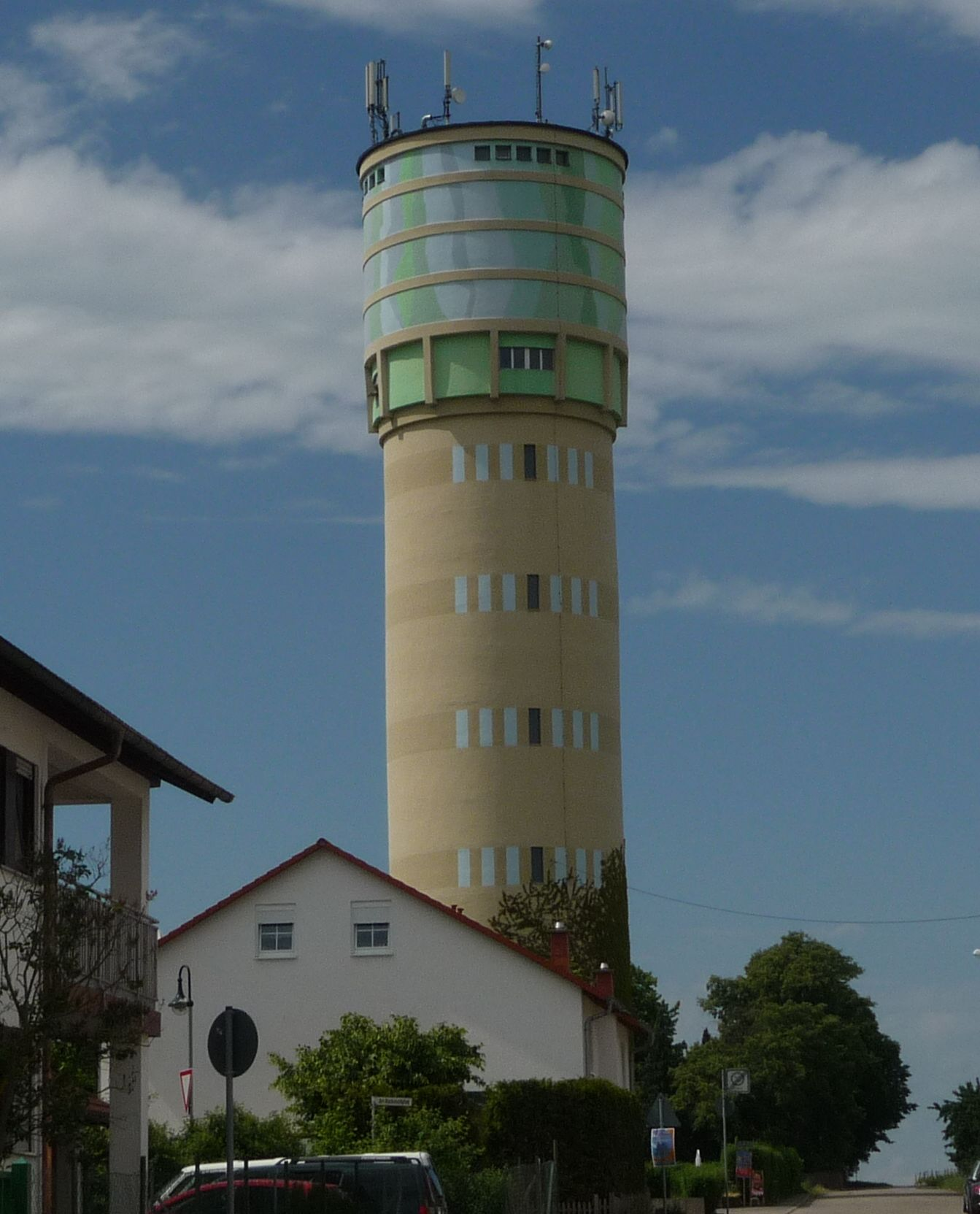
Wasserturm
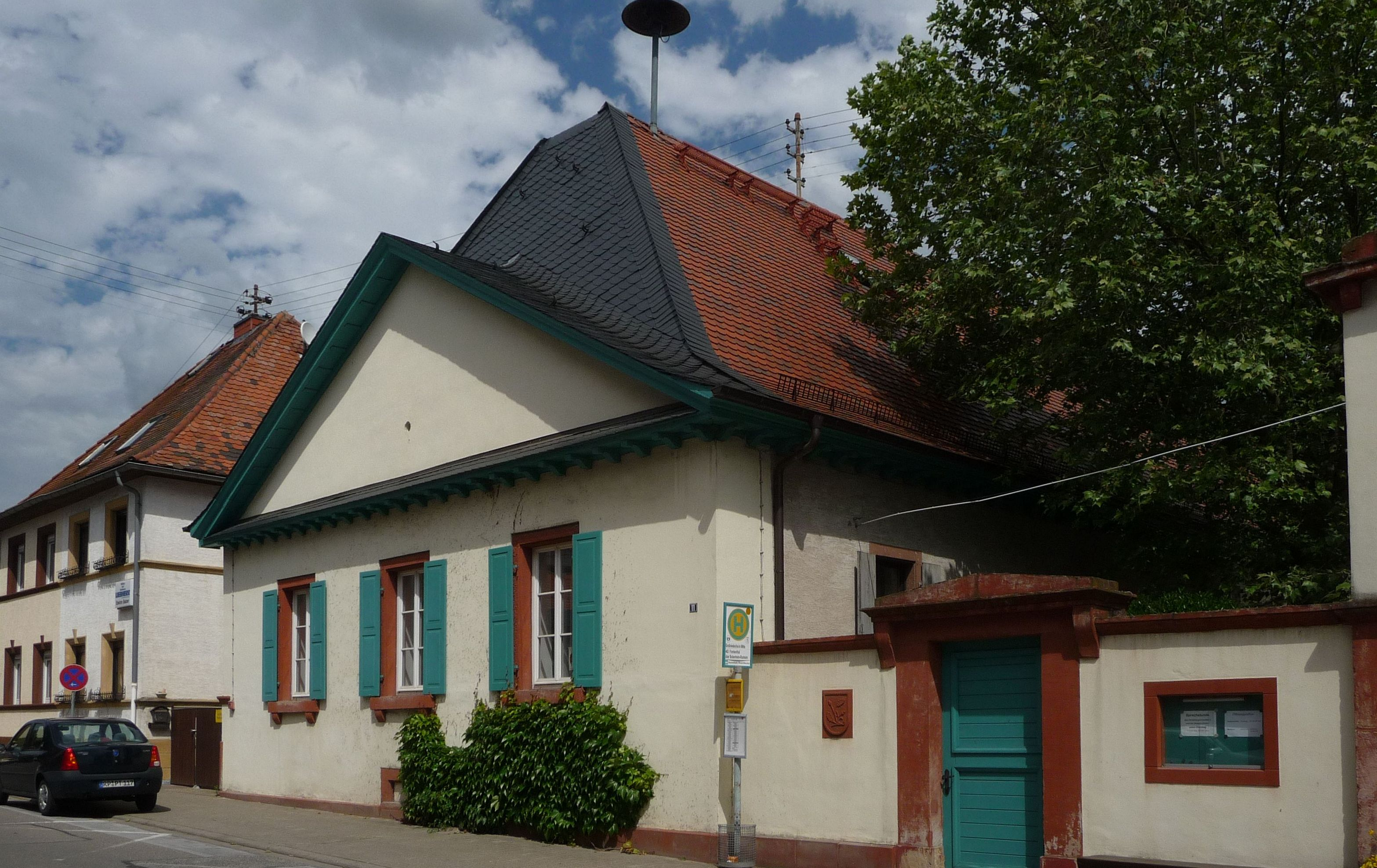
Ehemals Rathaus, heute Bürgerhaus
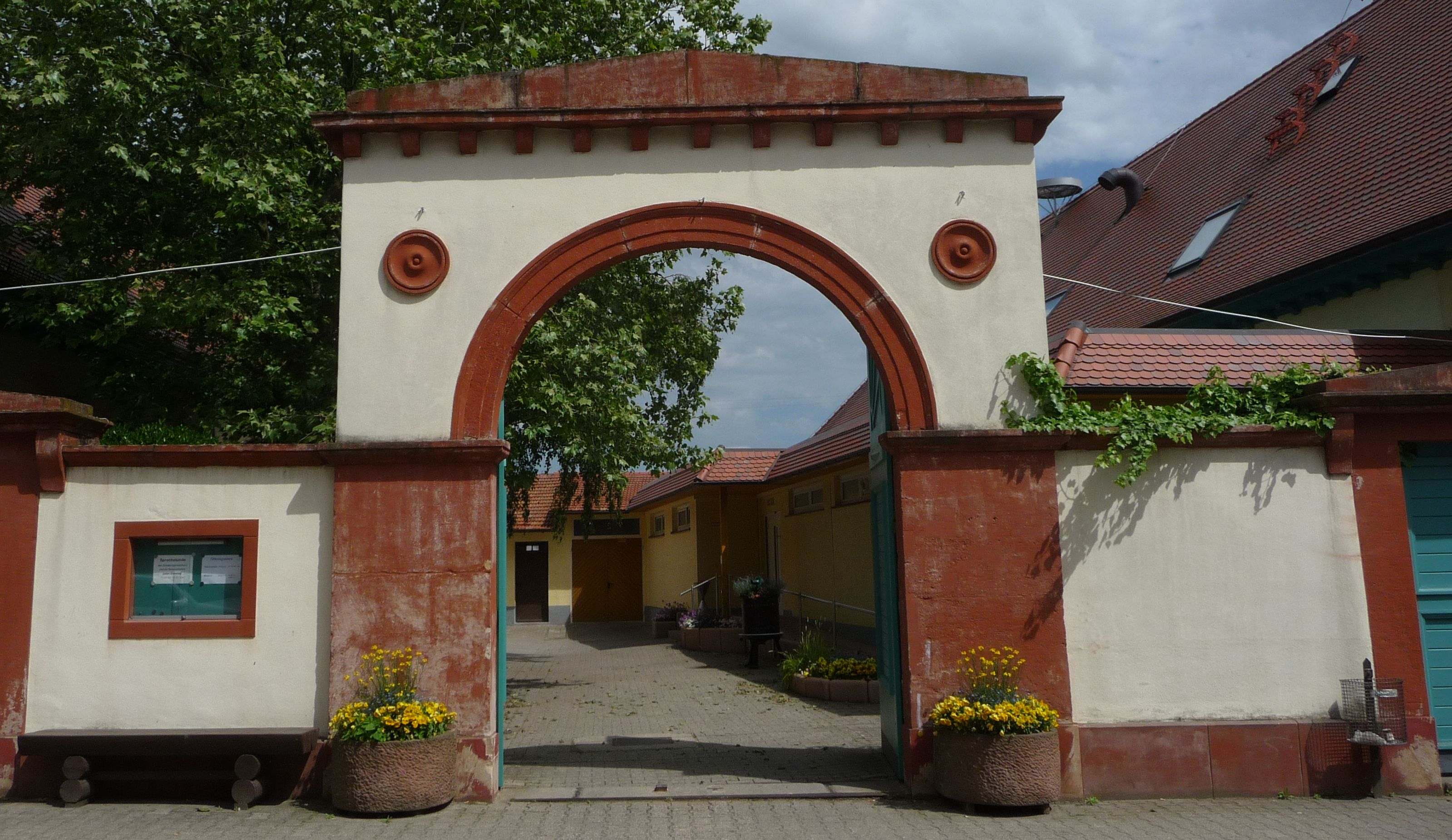
Tor zum Gelände von Bürgerhaus und Friedenshalle
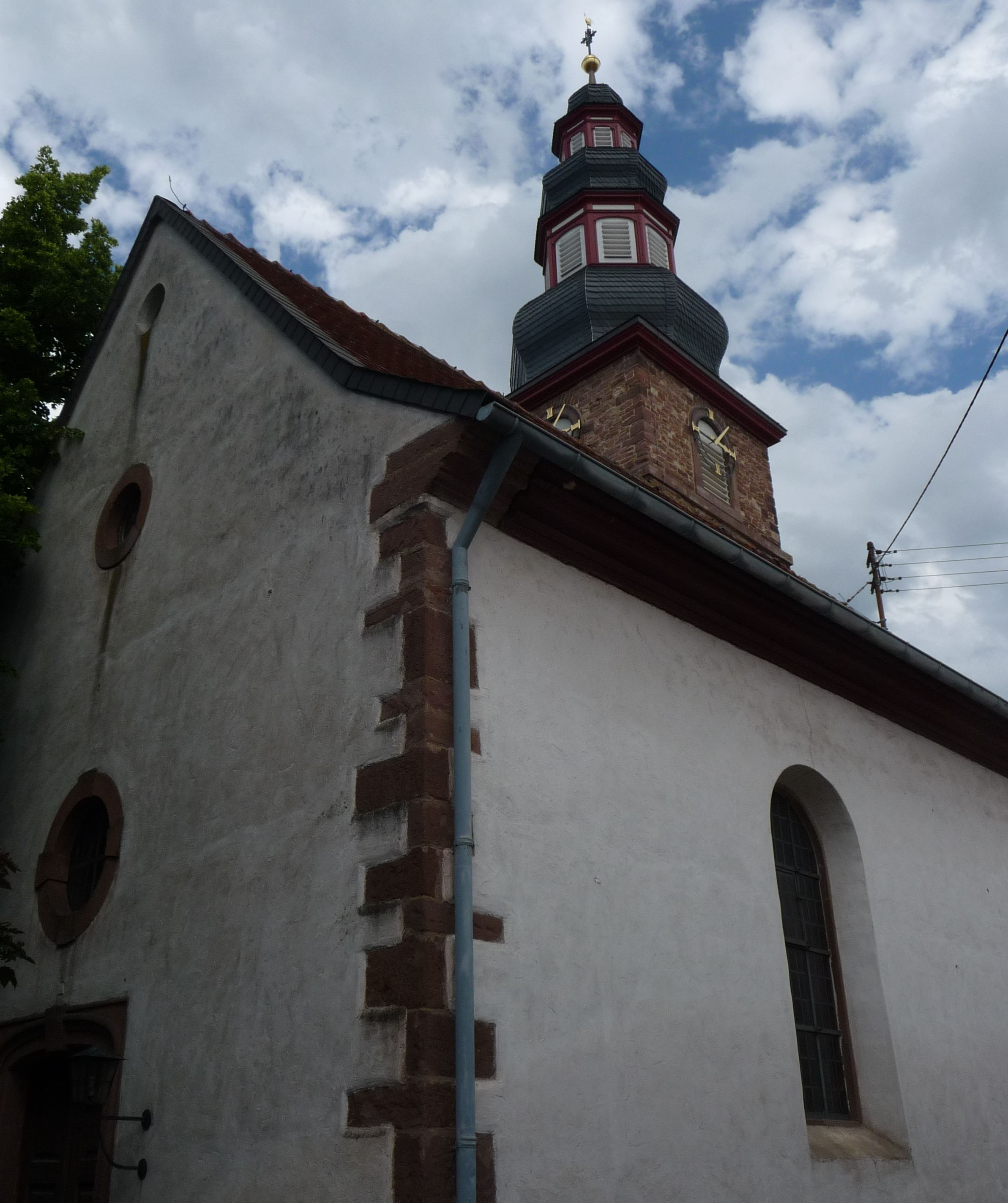
Protestantische Pfarrkirche
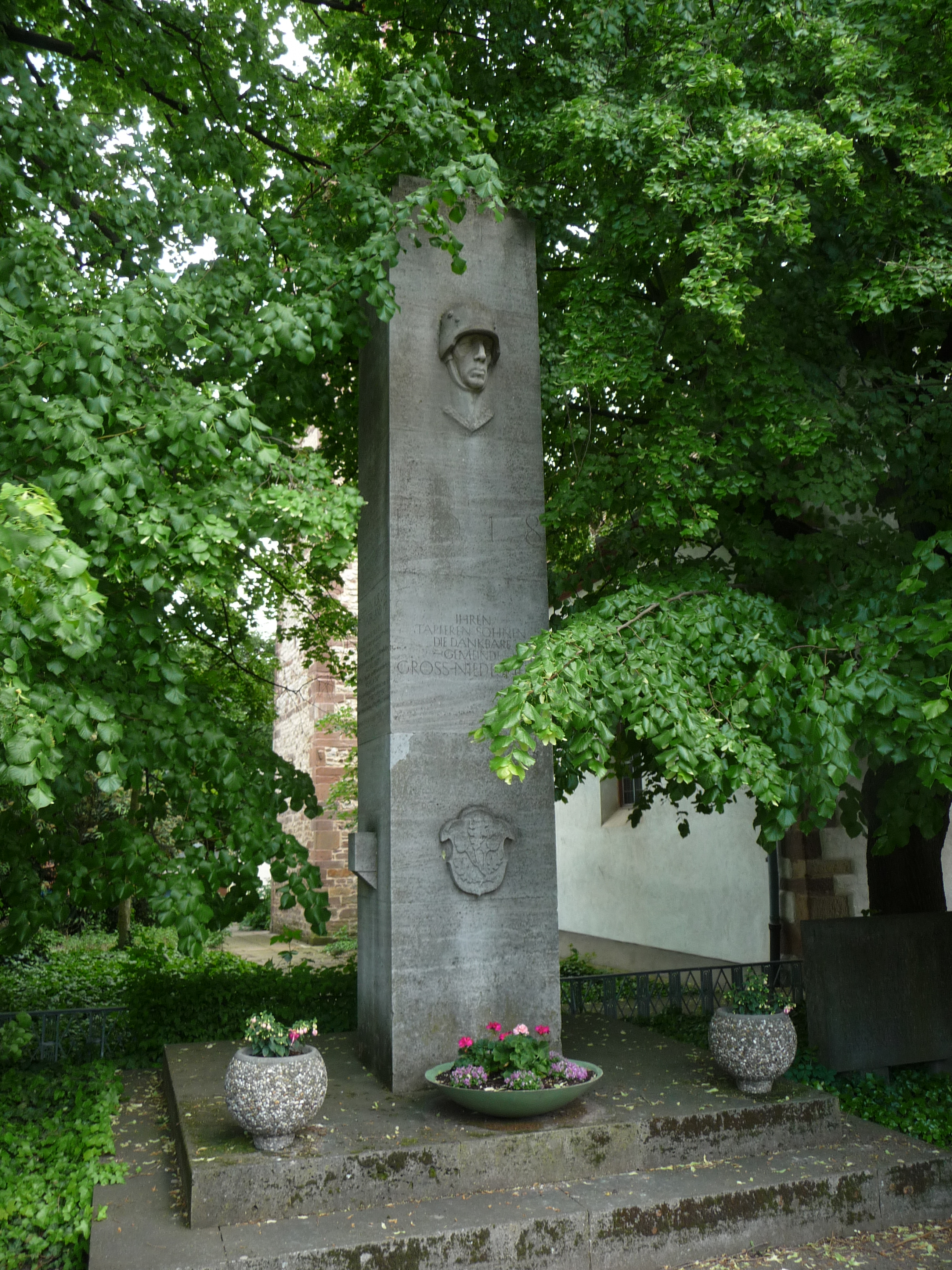
Kriegerdenkmal
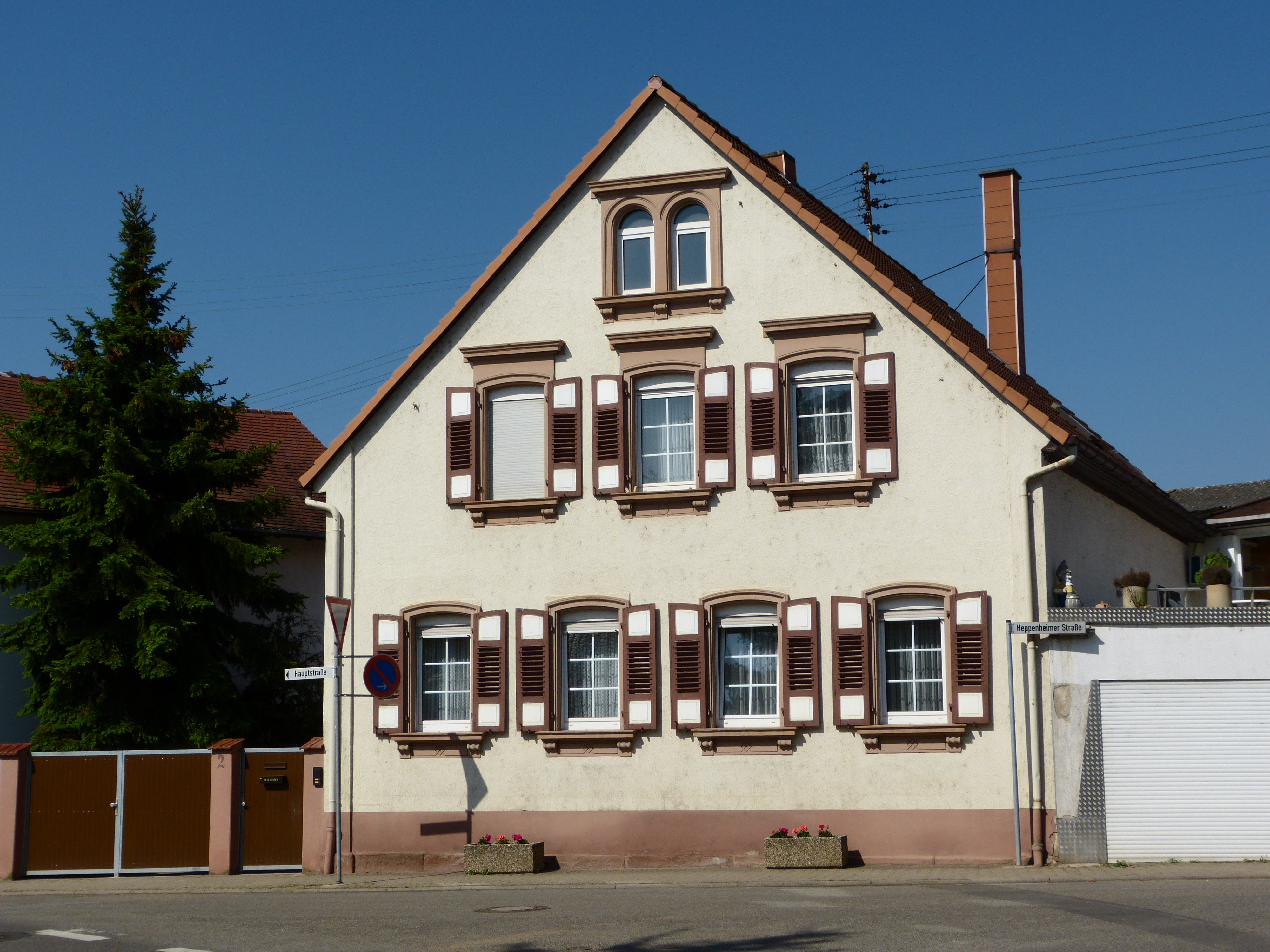
Wohnhaus

Vor Ort befinden sich insgesamt 15 Objekte, die unter Denkmalschutz stehen.
Als markantes Bauwerk ist der 1929 errichtete und 49 m hohe Wasserturm weithin sichtbar; er fasst 360 m³. In der Ortsmitte liegen die protestantische Pfarrkirche sowie das gut restaurierte Ensemble des ehemaligen Rathauses, das über eine auffällige Toranlage verfügt und heute als Bürgerhaus dient.

### Natur
Mit der Friedhofslinde existiert innerhalb des Gemeindegebiets ein Naturdenkmal.

## Wirtschaft und Infrastruktur

### Wirtschaft
Im Zeitraum von 2002 bis 2016 entstand der Windpark Dirmstein-Groß-/Kleinniedesheim-Heuchelheim, der sich teilweise über das Gemeindegebiet erstreckt.

### Bildung
In Großniedesheim gibt es eine einzügige Grundschule und einen Kindergarten.

### Verkehr

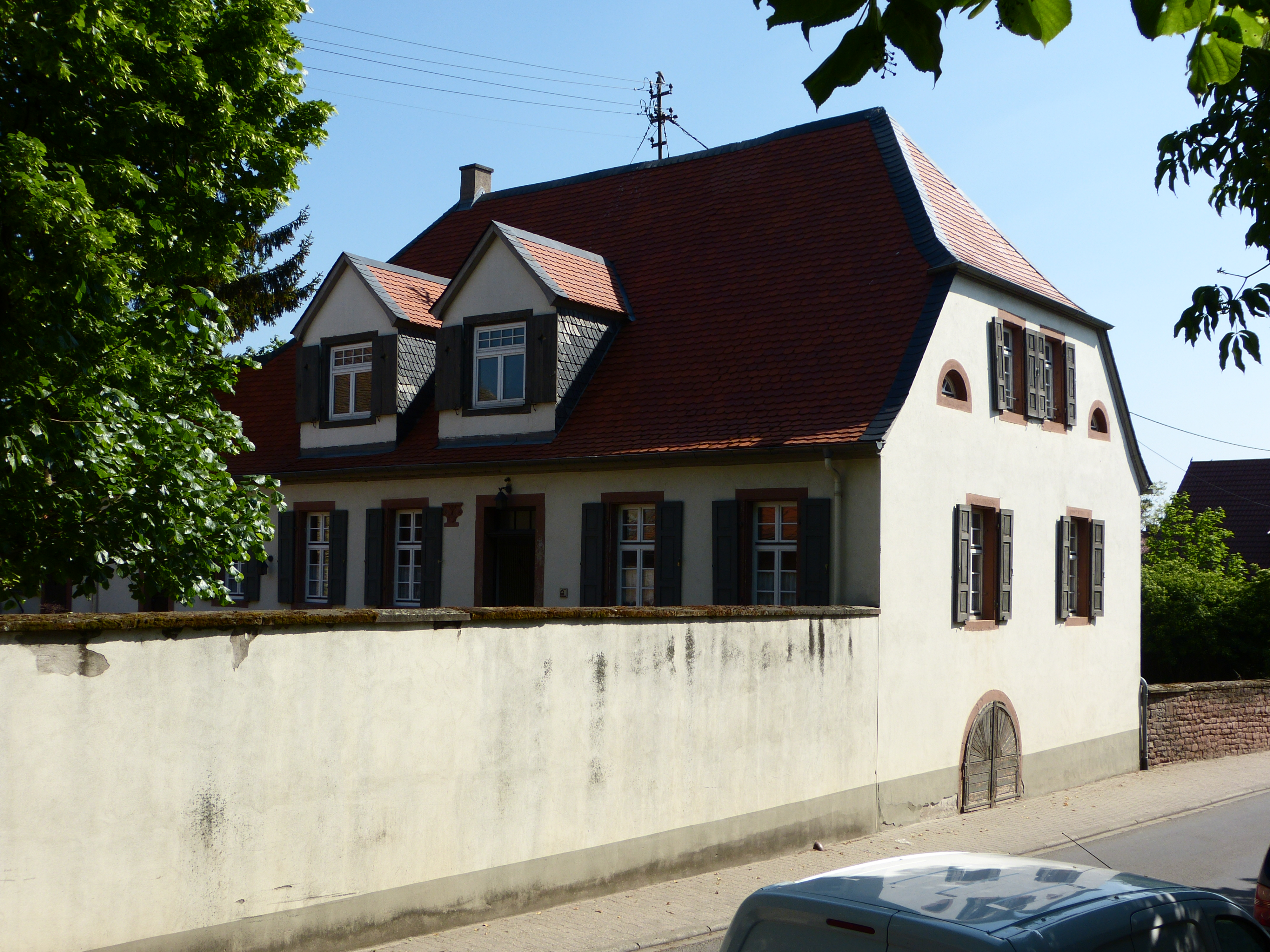
Kreisstraßa 5 nach Frankenthal

Der Ort liegt an der Landesstraße 456, die von Heuchelheim nach Worms führt. Die Kreisstraße 5 verbindet Großniedesheim mit Frankenthal und die Kreisstraße 6 mit Bobenheim-Roxheim. Einen Kilometer westlich – ohne Anschlussstelle – verläuft die A 61 (Koblenz–Speyer) durch die Gemeindegemarkung. Der nächste Anschluss zur zweieinhalb Kilometer südlich vorbeiführenden A 6 (Saarbrücken–Mannheim) besteht sechs Kilometer entfernt in Frankenthal (Anschlussstelle 22 Frankenthal-Nord); von dort aus kann auch die A 61 – über das nahe Autobahnkreuz Frankenthal – erreicht werden.
Mit der Buslinie 462 des Verkehrsverbundes Rhein-Neckar besteht werktags eine zumeist halbstündliche oder stündliche ÖPNV-Anbindung nach Frankenthal.

### Behörden
Die Gemeinde gehört zum Zuständigkeitsbereich des Amtsgericht Frankenthal (Pfalz).

## Persönlichkeiten

### Ehrenbürger
- Josef Kaduk († 2020)

### Söhne und Töchter der Gemeinde
- Nikolaus Müller (1857–1912), evangelischer Theologe und Kirchenhistoriker